# Вартенберг-Рорбах
Вартенберг-Рорбах (њем. Wartenberg-Rohrbach) општина је у њемачкој савезној држави Рајна-Палатинат. Једно је од 81 општинског средишта округа Донерсберг. Према процјени из 2010. у општини је живјело 543 становника. Посједује регионалну шифру (AGS) 7333080.

## Географски и демографски подаци
Вартенберг-Рорбах се налази у савезној држави Рајна-Палатинат у округу Донерсберг. Општина се налази на надморској висини од 266 метара. Површина општине износи 4,5 km². У самом мјесту је, према процјени из 2010. године, живјело 543 становника. Просјечна густина становништва износи 122 становника/km².